# 아담스 애플
아담스 애플(Adam's Apples)은 독일에서 제작된 앤더스 토머스 옌센 감독의 2005년 코미디, 범죄, 드라마 영화이다. 니콜라스 브로 등이 주연으로 출연하였고 미 안드레슨 등이 제작에 참여하였다.

## 출연

### 주연
- 니콜라스 브로
- 매즈 미켈슨
- 율리히 톰센

### 조연
- 파프리카 스틴
- 알리 카짐
- 올레 트레스룹
- 니콜라이 리 코스
- 라르스 란데
- 토마스 빌룸 옌센